# Idrossilclinohumite
La idrossilclinohumite è un minerale appartenente al gruppo dell'humite.

## Etimologia
Il nome deriva dalla composizione chimica: è una clinohumite con presenza del gruppo ossidrilico.